# Diputación Provincial de Fernando Poo
La Diputación Provincial de Fernando Poo fue una institución pública de Fernando Poo (España), de la que fue órgano de gobierno y administración provincial.

## Historia
En 1959 los Territorios Españoles del Golfo de Guinea adquirieron el estatus de provincias españolas ultramarinas, similar al de las provincias metropolitanas. Por la ley de 30 de julio de 1959, adoptaron oficialmente la denominación de Región Ecuatorial Española y se organizaron en dos provincias: Fernando Poo y Río Muni.
En septiembre de 1960 quedó constituida la Diputación Provincial de Fernando Poo (presidida por Alzina de Bochi), luego de celebrarse elecciones provinciales. Ese mismo año se eligieron los primeros procuradores en Cortes guineanos, algunos de los cuales lo fueron en representación de la Diputación de Fernando Poo.
La Diputación constaba de un total de ocho miembros, de los cuales cuatro eran elegidos por consejos locales y los otros cuatro por corporaciones.
La Diputación se mantendría durante la etapa autonómica iniciada en 1964, siendo su presidente Enrique Gori. La Diputación de Fernando Poo pasaría a formar parte de la Asamblea General de Guinea Ecuatorial, de la cual Gori también asumió la presidencia.
Tras la independencia de Guinea Ecuatorial, la Diputación de Fernando Poo fue sustituida por el Consejo Provincial de Fernando Poo, presidido por Adolfo Jones.